# Associazione Calcio La Dominante 1927-1928
Questa voce raccoglie le informazioni riguardanti la Associazione Calcio La Dominante nelle competizioni ufficiali della stagione 1927-1928.

## Stagione
Il 27 luglio 1927 è nata la Dominante, dalla fusione dell'Andrea Doria con la Sampierdarenese. Nella stagione 1927-1928 disputa il girone B del campionato di Divisione Nazionale, ha concluso il torneo al 10º posto della classifica. La neonata squadra ligure allenata dal tecnico austriaco Karl Rumbold disputa i suoi incontri a Cornigliano, nello Stadio del Littorio. Il girone B è stato vinto dal Bologna con 27 punti, La Dominante con 14 punti si piazza al decimo posto, retrocedendo sul campo, con Hellas Verona e Livorno. Al termine del torneo tutte e tre sono state riammesse al prossimo torneo di Divisione Nazionale, stante l'allargamento dei quadri. Lo scudetto è stato vinto dal Torino, che prima ha vinto il girone A, con 30 punti, e poi ha vinto il girone finale che ha assegnato il titolo con 19 punti, con due punti di vantaggio sul Genoa. Nella Coppa CONI la Dominante si piazza quarta nel girone A vinto dalla Roma, che poi si aggiudica anche il Trofeo, vincendo la finale contro il Modena.

## Divise
| Casa | Trasferta |

## Calciomercato
La società si rinforza con gli acquisti di calciatori dell'Andrea Doria e della Sampierdarenese.

## Rosa
| N. |                   | Ruolo | Calciatore         |
| -- | ----------------- | ----- | ------------------ |
|    | Italia (bandiera) | P     | Ugo Amoretti       |
|    | Italia (bandiera) | P     | Tullio Bonadeo     |
|    | Italia (bandiera) | P     | Lino Gallino       |
|    | Italia (bandiera) | D     | Luigi Brunetti     |
|    | Italia (bandiera) | D     | Rodolfo Melani     |
|    | Italia (bandiera) | D     | Daniele Moruzzi    |
|    | Italia (bandiera) | D     | Luigi Poggi        |
|    | Italia (bandiera) | D     | Bartolomeo Ravasio |
|    | Italia (bandiera) | D     | Mario Vellani      |
|    | Italia (bandiera) | C     | Luigi Cambiaso     |
|    | Italia (bandiera) | C     | Ercole Carzino ()  |
|    | Italia (bandiera) | C     | Adolfo Cornazzani  |

| N. |                   | Ruolo | Calciatore          |
| -- | ----------------- | ----- | ------------------- |
|    | Italia (bandiera) | C     | Elios Del Ponte     |
|    | Italia (bandiera) | C     | Iginio Locatelli    |
|    | Italia (bandiera) | C     | Gaetano Montaldo    |
|    | Italia (bandiera) | A     | Egidio Casazza      |
|    | Italia (bandiera) | A     | Luigi Derchi        |
|    | Italia (bandiera) | A     | Ettore Fontana      |
|    | Italia (bandiera) | A     | Adolfo Mandosso     |
|    | Italia (bandiera) | A     | Attilio Mattiozzi   |
|    | Italia (bandiera) | A     | Francesco Pescia    |
|    | Italia (bandiera) | A     | Giuseppe Raggio     |
|    | Italia (bandiera) | A     | Luigi Davide Roveda |
|    | Italia (bandiera) | A     | Luigi Tabacco       |

## Risultati

### Divisione Nazionale - girone B

#### Girone di andata
| Arbitro: | Carraro (Padova) |

|                                                                           |           |              |
| Rivolta 32’ Savelli 39’ Zanotto 45’ Bernardini 60’ (rig.) Meazza 77’, 89’ | Marcatori | 35’ Mandosso |

| Cornigliano 2 ottobre 1927 2ª giornata | La Dominante       | 0 – 0 | Roma | Stadio del Littorio\| Arbitro: \| Sganzetta (Torino) \| |
| Arbitro:                               | Sganzetta (Torino) |       |      |                                                         |

| Arbitro: | Sabatini (Bologna) |

|                                                   |           |                         |
| Magnozzi 17’, 71’ Paolini 56’ (rig.) Palandri 64’ | Marcatori | 12’ Mandosso 54’ Roveda |

| Arbitro: | Casetta (Milano) |

|                           |           |                                  |
| Mandosso 17’ Cambiaso 41’ | Marcatori | 14’, 50’ Reguzzoni 77’ A. Gregar |

| Arbitro: | Scarpi (Dolo) |

|                                  |           |            |
| Rier 38’, 50’ (rig.) Mazzoni 89’ | Marcatori | 68’ Raggio |

| Cornigliano 13 novembre 1927 6ª giornata | La Dominante     | 0 – 0 | Bologna | Stadio del Littorio\| Arbitro: \| Carraro (Padova) \| |
| Arbitro:                                 | Carraro (Padova) |       |         |                                                       |

| Arbitro: | Casetta (Torino) |

|             |           |              |
| Tommasi 19’ | Marcatori | 14’ L. Poggi |

| 27 novembre 1927 8ª giornata |  | – Turno di riposo La Dominante |  |  |

| Arbitro: | Mangano (Milano) |

|               |           |                      |
| Del Ponte 73’ | Marcatori | 30’ Testa 34’ Rosina |

| Arbitro: | Ferro (Milano) |

|                                     |           |              |
| Zanni 49’ Boltri 54’, 60’ Gabba 66’ | Marcatori | 82’ L. Poggi |

| Arbitro: | Bonello (Venezia) |

|                                        |           |            |
| A. Vojak 13’ Ferrero 35’ Bonivento 72’ | Marcatori | 85’ Pescia |

#### Girone di ritorno
| Arbitro: | Osti (Ferrara) |

|                 |           |  |
| Derchi 30’, 82’ | Marcatori |  |

| Arbitro: | Scarpi (Dolo) |

|                                    |           |                       |
| Ziroli 25’, 90+1’ Bussich 71’, 88’ | Marcatori | 60’ Derchi 63’ Raggio |

| Arbitro: | Galassi (Torino) |

|              |           |              |
| Mandosso 40’ | Marcatori | 16’ Magnozzi |

| Arbitro: | Mattea (Casale Monf.) |

|              |           |  |
| Fizzotti 86’ | Marcatori |  |

| Arbitro: | Ferro (Milano) |

|               |           |  |
| Del Ponte 86’ | Marcatori |  |

| Arbitro: | Galassi (Torino) |

|                                                         |           |  |
| Schiavio 26’, 40’, 62’, 75’ Muzzioli 49’, 60’ Perin 84’ | Marcatori |  |

| Arbitro: | Mattea (Torino) |

|                                                                         |           |  |
| Del Ponte 46’ Cambiaso 51’, 68’, 79’ Raggio 65’ L. Poggi 72’ Derchi 90’ | Marcatori |  |

| 12 febbraio 1928 19ª giornata |  | – Turno di riposo La Dominante |  |  |

| Arbitro: | Giorgi (Milano) |

|  |           |                    |
|  | Marcatori | 27’, 40’ Del Ponte |

| Cornigliano 26 febbraio 1928 21ª giornata | La Dominante     | 0 – 0 | Casale | Stadio del Littorio\| Arbitro: \| Casetta (Milano) \| |
| Arbitro:                                  | Casetta (Milano) |       |        |                                                       |

| Arbitro: | Malagoli (Ferrara) |

|              |           |              |
| L. Poggi 83’ | Marcatori | 68’ Munerati |

## Statistiche

### Statistiche di squadra
| Competizione                   | Punti | Totale | Totale | Totale | Totale | Totale | Totale |
| Competizione                   | Punti | G      | V      | N      | P      | Gf     | Gs     |
| ------------------------------ | ----- | ------ | ------ | ------ | ------ | ------ | ------ |
| Divisione Nazionale - girone B | 14    | 20     | 4      | 6      | 10     | 26     | 40     |
| Totale                         | 14    | 20     | 4      | 6      | 10     | 26     | 40     |